# Bacino della Kama
Il bacino della Kama (in russo Камское водохранилище?, Kamskoe vodochranilišče) è un lago artificiale situato nella Russia europea orientale (Territorio di Perm') formato dal fiume Kama a monte della diga di Perm'. Il bacino e la centrale idroelettrica sono entrati in funzione nel 1954.

## Descrizione
Il bacino ha una superficie di 1 910 km² ed ha una profondità media di 6,3 m, con massimo di 30; il volume è di 12,2 km³. Si estende lungo la Kama fino alla foce del fiume Višera (per circa 350 chilometri), e lungo i seguenti fiumi: Čusovaja (a 153 km dalla foce), Sylva (per 120 km), Obva (90 km), In'va (80 km) e Kos'va (60  km).
La creazione del bacino idrico di Kama ha gravemente influenzato lo stato dell'ambiente naturale e l'economia della regione di Perm'. L'acqua ha inondato aree precedentemente occupate da prati, pascoli, seminativi e foreste. Anche diversi insediamenti e imprese industriali si trovavano nella zona inondata. Una parte significativa della città di Usol'e fu allagata e i residenti furono reinsediati a quote più elevate della costa; così Dobrjanka con la sua ferriera e Čërmoz con lo stabilimento metallurgico.